# Becherglas

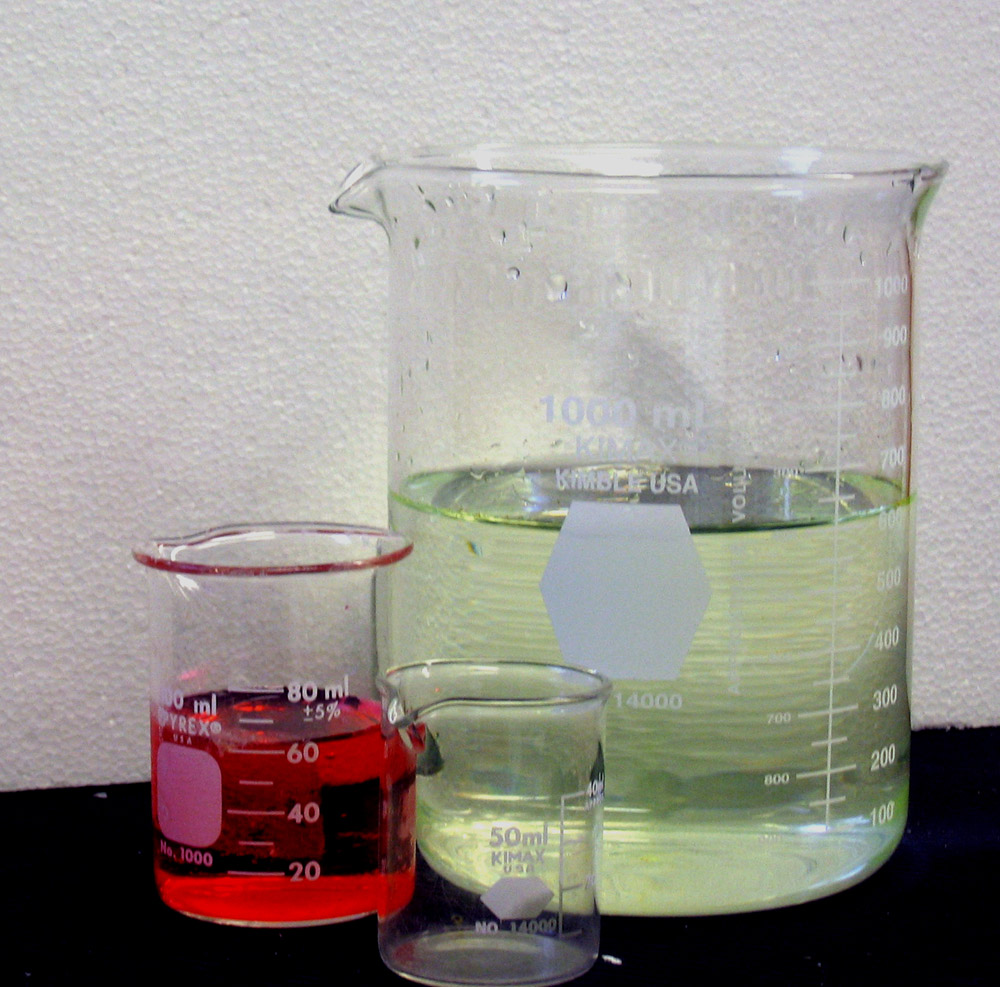
Drei Bechergläser unterschiedlicher Größe, eines leer

Ein Becherglas ist ein einfaches Glasgerät für verschiedene Zwecke in (meist naturwissenschaftlichen) Laboratorien. Man versteht darunter einen zylindrischen Becher, der oben einen gebördelten Rand und in der Regel einen Ausguss hat. Seitlich ist meist eine grobe Volumenskala aufgedruckt.
Das Becherglas ist neben dem Reagenzglas und dem  Erlenmeyerkolben eines der am häufigsten verwendeten Glasgefäße im Labor.
Das Becherglas wird für vielfältige Aufgaben verwendet, bei denen ein einfaches Glasgefäß benötigt wird, wie etwa zum Auffangen oder Vermischen von Flüssigkeiten oder Ansetzen einfacher Lösungen. Es ist kostengünstig, lässt sich dank der großen Öffnung einfach befüllen und gestattet es, den Inhalt beispielsweise mit einem Glasstab zu verrühren. Das in der Regel als Werkstoff verwendete durchsichtige Borosilikatglas ist resistent gegen Hitze und die meisten Chemikalien, so dass daraus hergestellte Bechergläser sich auch als einfaches Reaktionsgefäß sowie zum Erhitzen eignen. Bechergläser aus Polypropylen sind nicht hitzeresistent und auch weniger chemikalienbeständig.

Im Chemielabor gebräuchliche Bechergläser

Bechergläser in hoher und niedriger Form

Beim herkömmlichen Becherglas ("weite/breite Form") liegt das Verhältnis von Höhe zu Durchmesser in der Regel bei etwa 1,4. Diese normale Ausführung mit Ausguss wird (vor allem im anglophonen Sprachraum) mitunter auch als "Griffin-Form" bezeichnet. Bei Bechergläsern in der "hohen Form" entspricht die Höhe meist etwa dem doppelten Durchmesser. Diese Form wird manchmal als "Berzelius-Becherglas" bezeichnet.
Ein Becherglas unterscheidet sich von einem Kolben durch seine gerade Seitenwand. Die Ausnahme bildet der leicht konische Philipsbecher.
Bechergläser sind in Größen von 1 ml bis zu zwanzig Litern erhältlich.
Die DIN EN ISO 3819:2013-12 legt folgende Größen und Ausführungen fest
| Bauart                 | Nennvolumen ml | Außendurchmesser mm ± 5 % | Gesamthöhe mm max. | Wanddicke mm min. |
| ---------------------- | -------------- | ------------------------- | ------------------ | ----------------- |
| niedrige Becher        | 5              | 22                        | 32                 | 0,7               |
|                        | 10             | 26                        | 37                 | 0,7               |
|                        | 25             | 34                        | 52                 | 0,7               |
|                        | 50             | 42                        | 62                 | 0,8               |
|                        | 100            | 50                        | 72                 | 0,9               |
|                        | 150            | 60                        | 82                 | 1,0               |
|                        | 250            | 70                        | 97                 | 1,1               |
|                        | 400            | 80                        | 113                | 1,2               |
|                        | 500            | 85                        | 118                | 1,3               |
|                        | 600            | 90                        | 128                | 1,3               |
|                        | 800            | 100                       | 138                | 1,3               |
|                        | 1000           | 105                       | 148                | 1,3               |
|                        | 2000           | 130                       | 188                | 1,4               |
|                        | 3000           | 150                       | 214                | 1,7               |
|                        | 5000           | 170                       | 274                | 2,0               |
|                        | 10000          | 220                       | 360                | 2,0               |
|                        |                |                           |                    |                   |
| hohe Becher            | 50             | 38                        | 72                 | 0,8               |
|                        | 100            | 48                        | 82                 | 0,9               |
|                        | 150            | 54                        | 97                 | 1,0               |
|                        | 250            | 60                        | 123                | 1,1               |
|                        | 400            | 70                        | 133                | 1,2               |
|                        | 500            | 79                        | 140                | 1,3               |
|                        | 600            | 80                        | 153                | 1,3               |
|                        | 800            | 90                        | 178                | 1,3               |
|                        | 1000           | 95                        | 183                | 1,3               |
|                        | 2000           | 120                       | 244                | 1,4               |
|                        | 3000           | 135                       | 284                | 1,7               |
|                        | 5000           | 160                       | 324                | 2,0               |
|                        |                |                           |                    |                   |
| dickwandige Ausführung | 150            | 60                        | 82                 | 1,1               |
|                        | 250            | 70                        | 97                 | 1,2               |
|                        | 400            | 80                        | 111                | 1,4               |
|                        | 600            | 90                        | 127                | 1,4               |
|                        | 1000           | 105                       | 147                | 1,4               |
|                        | 2000           | 132                       | 187                | 1,5               |
|                        | 5000           | 170                       | 275                | 2,5               |